# Jan Kumstát
Jan Kumstát (* 2. ledna 2007 Prostějov) je český tenista. V roce 2025 vyhrál čtyřhru na juniorském Australian Open.

## Život a kariéra
Narodil se 2. ledna 2007 v Prostějově, kde s tenisem začínal. Jeho otec Pavel Kumstát je bývalý hokejový obránce a matka Kateřina je volejbalistka.
V létě 2022 získal zlato ve dvouhře na Evropském olympijském festivalu mládeže v Banské Bystrici.
Společně s Maximem Mrvou a Martinem Doskočilem byl členem juniorského českého daviscupového týmu, který v roce 2023 vyhrál juniorskou soutěž.
Na začátku roku 2024 se dostal do finále juniorského Australian Open, ve kterém jej porazil Japonec Rei Sakamoto. Ve stejném roce společně s krajanem Janem Klimasem prohráli finále juniorské čtyřhry ve Wimbledonu.
V roce 2025 s Američanem Maxwellem Exstedem ovládl juniorskou čtyřhru Australian Open.

## Finále juniorského Grand Slamu

### Dvouhra juniorů: 1 (0–1)
| Stav       | rok  | turnaj          | povrch | soupeř ve finále | výsledek           |
| ---------- | ---- | --------------- | ------ | ---------------- | ------------------ |
| Finalistka | 2024 | Australian Open | tvrdý  | Rei Sakamoto     | 6–3, 6–7(3–7), 5–7 |

### Čtyřhra juniorů: 2 (1–1)
| stav       | rok  | turnaj          | povrch | spoluhráč      | soupeři ve finále               | výsledek      |
| ---------- | ---- | --------------- | ------ | -------------- | ------------------------------- | ------------- |
| Finalistka | 2024 | Wimbledon       | tráva  | Jan Klimas     | Alexander Razeghi Max Schönhaus | 6–7(1–7), 4–6 |
| Vítěz      | 2025 | Australian Open | tvrdý  | Maxwell Exsted | Ognjen Milić Jegor Plešivcev    | 7–6(8–6), 6–3 |